# جوزفين همفريز
جوزفين همفريز (بالإنجليزية: Josephine Humphreys)‏‏ (2 فبراير 1945 في تشارلستون، كارولاينا الجنوبية - ) روائية من الولايات المتحدة.

## الجوائز
- زمالة غوغنهايم
- جائزة القلم للرواية